# Szczepan Wierniewicz

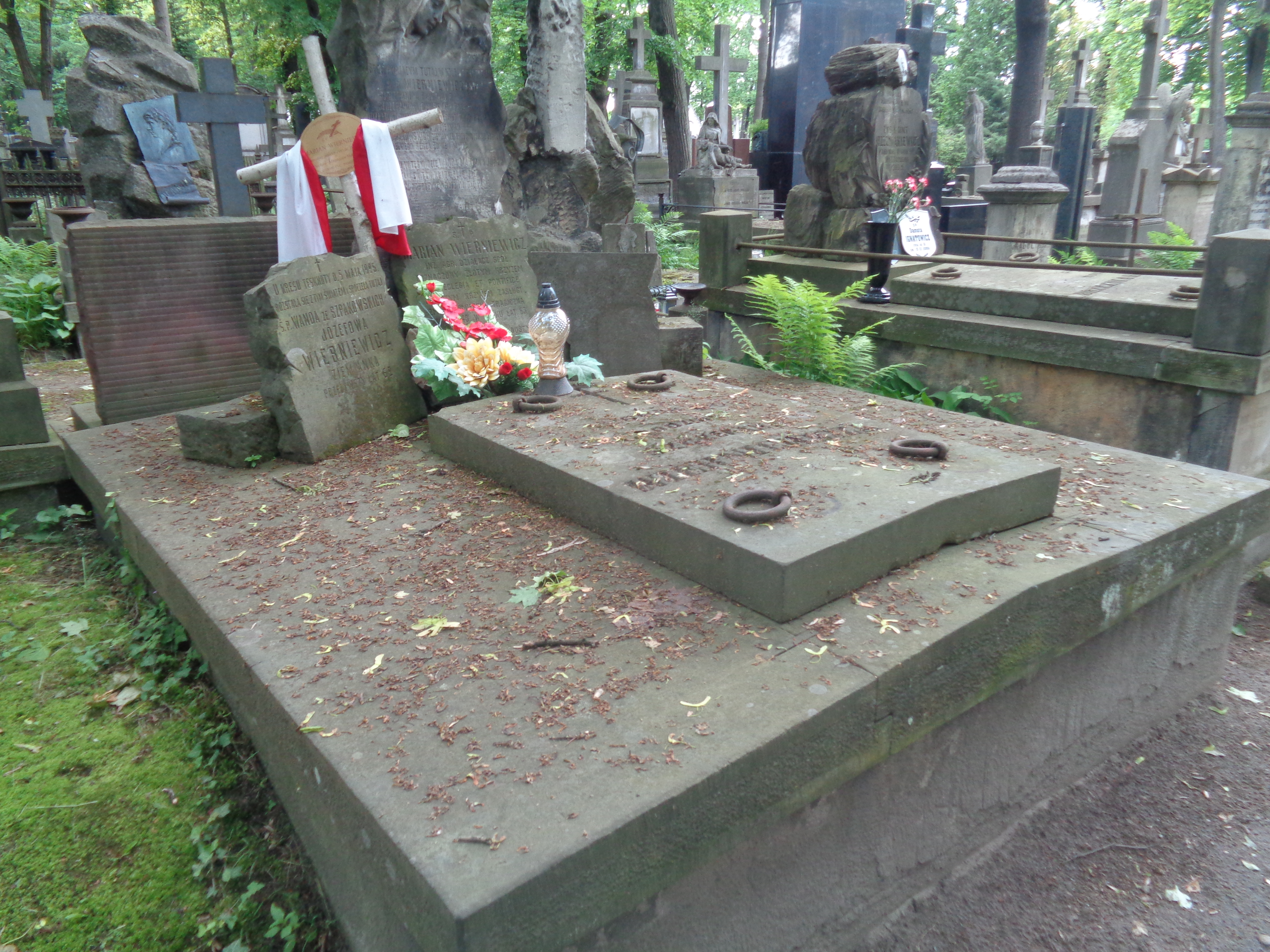
Nagrobek Szczepana Wierniewicza na Cmentarzu Powązkowskim w Warszawie

Szczepan Serafin Wierniewicz (ur. 1817, zm. 9 kwietnia 1893 w Rząśniku) – asesor Prokuratorii w Królestwie Polskim, sędzia w Sądzie Apelacyjnym Królestwa Polskiego, dzierżawca Rząśnika.

## Życiorys
W latach 1846–1848 zatrudniono go jako asesora Prokuratorii Generalnej Królestwa Polskiego, a w latach 1850–1866 jako asesora Prokuratorii w Królestwie Polskim. W 1850 był sędzią w Sądzie Apelacyjnym Królestwa Polskiego. W roku 1858 został referentem w Warszawskich Departamentach Rządzącego Senatu, a rok później był prezesem Dyrekcji Ubezpieczeń. W latach 1851–1860 był członkiem Rady Głównej Opiekuńczej, a w latach 1861–1866 pracował jako radca prawny Kancelarii Zarządu Okręgu Naukowego Warszawskiego. Równolegle, w latach 1859–1866, pełnił funkcję asesora kolegialnego oraz członka Towarzystwa Rolniczego.
W 1857 poślubił Jadwigę Teresę z Glotzów w kościele św. Zygmunta w Częstochowie. Z małżeństwa urodziła się trójka dzieci: Józef Aleksander (1858–?), Kazimierz Karol (1861–?) oraz Maria Jadwiga Józefa (1863–?).
Był dzierżawcą dóbr donacyjnych w Rząśniku. W II poł. XIX w. hodował owce, by uzyskać z nich wełnę, a następnie sprzedać w Warszawie. Wydobywał też torf z Pulw. Majątek został w rodzinie Wierniewiczów do lat 20. XX w.
Został pochowany w grobie rodzinnym na Powązkach (kwatera 159, rząd 3, miejsce 16,17,18).

## Odznaczenia
Otrzymał order św. Stanisława kl. III. Był członkiem heroldii Królestwa Polskiego.